# Thae Yong-ho
Thae Yong-ho ou Tae Young-ho (coréen : 태영호) est un ancien diplomate nord-coréen. Il était en poste au Royaume-Uni en tant que vice-ambassadeur de la Corée du Nord, avant de faire défection avec sa famille pour la Corée du Sud en 2016,. Le gouvernement sud-coréen a confirmé que Thae et sa famille étaient sous sa protection.

## Biographie
Thae a un fils, né au Danemark, alors qu'il y était en poste. Son fils a étudié dans une école de Londres. Celui-ci avait récemment obtenu une place à l'Imperial College de Londres. Cependant, la famille est rappelée à Pyongyang juste avant que Thae fasse défection.
Selon la BBC, Thae est une personne conviviale, qui aime la nourriture indienne, jouer au golf et au tennis. En 2015, il se rend avec Kim Jong-chol, le frère aîné de Kim Jong-un, à un concert d'Eric Clapton à Londres.
Sa défection est aussitôt instrumentalisée à des fins politiques par la présidente sud-coréenne Park Geun-hye, alors sur le point d’être destituée pour des faits de corruption. Le transfuge est mis en avant par les services de renseignement, très proches de la droite conservatrice, afin de démontrer que le gouvernement nord-coréen ne constitue pas un interlocuteur fiable, car déterminé à ne jamais renoncer à l’arme nucléaire, alors que dans l’opposition progressiste menée par Moon Jae-in proposait le dialogue avec Pyongyang. 
Il est élu député en avril 2020 pour le Parti du Futur uni, un parti conservateur opposé au dialogue avec la Corée du Nord.